# Via Mala (1961)
Via Mala ist eine deutsche Literaturverfilmung des gleichnamigen Romans von John Knittel aus dem Jahr 1961 von Regisseur Paul May. Es ist die zweite Verfilmung des Stoffes nach dem Film aus dem Jahr 1945.

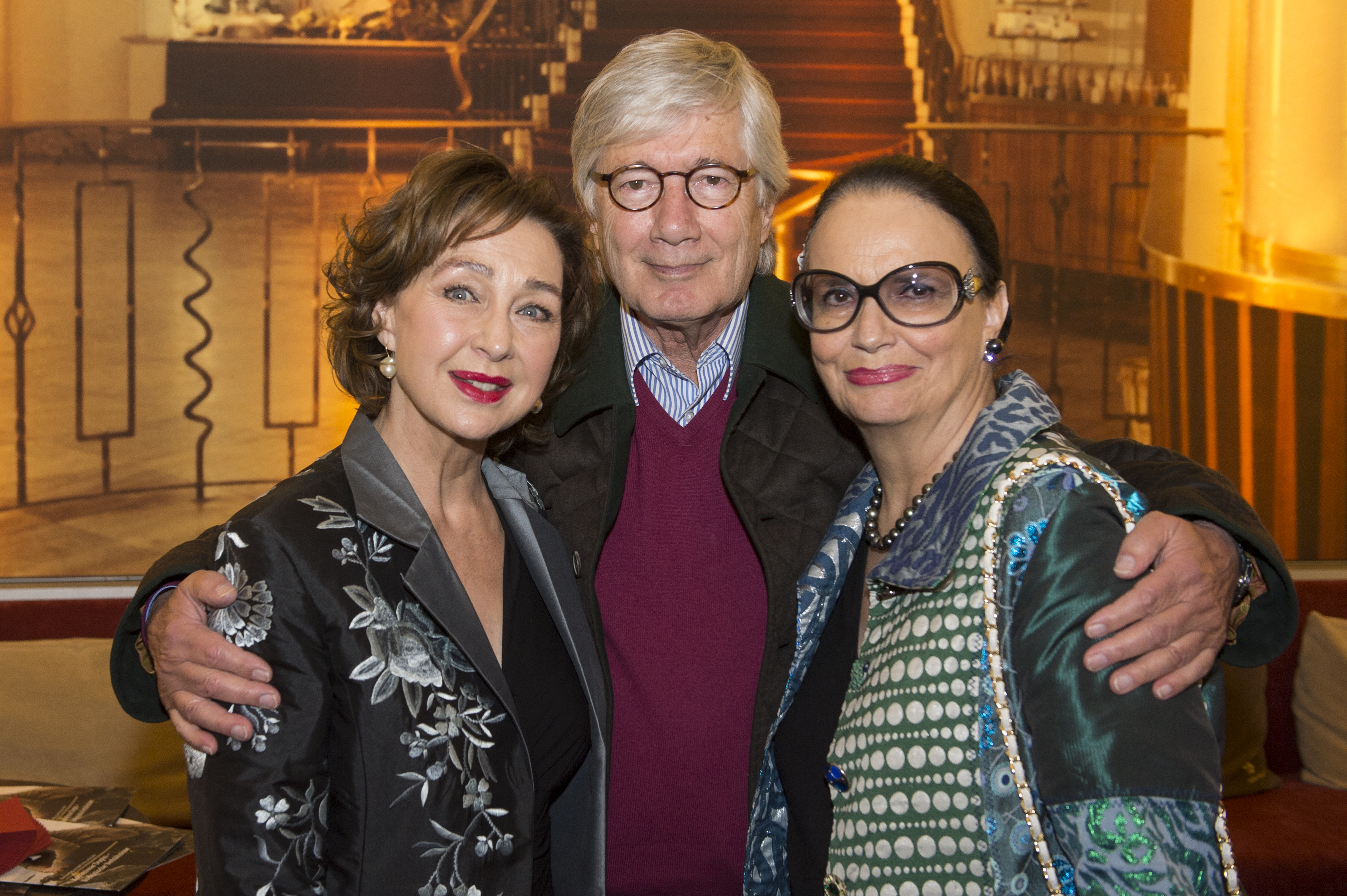
Christine Kaufmann mit Christian Wolff, die 1961 zusammen in Via Mala gespielt haben

## Handlung
Der alte Jonas Lauretz betreibt mit seiner Familie in der Viamala in der Schweiz eine entlegene Sägemühle. Lauretz ist ein gewalttätiger Tyrann und schikaniert seine Frau, seinen Sohn Niklas und seine Töchter Sylvia und Hanna bei jeder sich bietenden Gelegenheit. Nach einem Besäufnis zettelt Lauretz eine Schlägerei an und muss dafür ins Gefängnis. Nun hoffen seine Angehörigen, dass er sich aufgrund dieser Tat ändert.
Während seiner Haft stirbt ein alter Professor, für den Sylvia regelmäßig gesorgt hat, und vermacht ihr sein gesamtes Vermögen. Weil sie aber noch nicht mündig ist, wird das Geld ihrem Vater übertragen, der davon allerdings im Gefängnis nichts erfährt. Nach seiner Entlassung findet er zufällig das Sparbuch und verprasst sofort das ganze Vermögen. Nach diesem Vorfall hat die Familie endgültig genug und beschließt, ihren lang gehegten Wunsch, den Vater umzubringen, in die Tat umzusetzen. Nach dem vollzogenen Mord wird ausgerechnet Sylvias Verlobter Andreas von Richenau mit der Aufklärung des Falles betraut. Dieser setzt die ganze Familie Lauretz unter Druck, die ihm am Schluss die Wahrheit sagt, sich aber auch mit dem durch Lauretz verursachten Elend rechtfertigt.
Nun entscheidet er sich nach langem Abwägen und trotz des persönlichen Risikos, den Mord zu vertuschen, und leitet den Abschluss der Untersuchung ein: Jonas Lauretz wird als verschollen erklärt.
Für eine detailliertere Inhaltsangabe siehe: Via Mala

## Kritiken
„Glatt inszeniertes Heimatfilm-Drama, das an einem Extremfall Sympathien für einen Mord zu wecken versucht.“

„Der Inszenierungsstil entspricht voll und ganz dem Inhalt dieses beschämenden neuen Schicksalsfilms aus deutschen Landen. Und die schauspielerischen Leistungen stehen, mit einigen Ausnahmen, im gleichen Schatten. Eine Fehlbesetzung ist vor allem Christine Kaufmann. Nie und nimmer kann dieses Mädchen eine Frau und Mutter darstellen.“

„John Knittels Roman hätte von der Konstruktion auch die Vorlage für einen schwülstigen  Heimatfilm hergeben können. Regisseur Paul May verhindert dies allerdings gekonnt und inszeniert ein zumindest in der ersten Hälfte bewegendes Familiendrama. Gert Fröbe spielt den alten Lauretz so unsympathisch, dass man einfach mit seiner Familie fühlen muss. Dadurch verflacht nach der Tat der Streifen aber auch zusehends, da zum einen Fröbe nicht mehr auftritt, zum anderen aber auch niemand an der Aufklärung der ‚Sühnetat‘ gelegen sein kann.“

„Ebenso wenig wie Thea von Harbou hielten sich auch Kurt Heuser und Paul May in ihrem Skript an den Roman von John Knittel, wodurch sich noch vehementer die Frage aufdrängt, warum das Buch gerade zehn Jahre nach der ersten westdeutschen Kino-Aufführung noch einmal verfilmt werden musste. Beachtenswert an diesem Remake sind somit lediglich die Kameraarbeit von Richard Angst und Rolf Wilhelms Filmmusik. Alles andere ergeht sich im triefenden Schmalz eines bodenständigen Alpendramas, das sich in Plattheiten und abgedroschenen Bildern schnell erschöpft.“